# Martijn Middel
Martijn Middel (Leek, 3 juni 1984) is een Nederlandse nieuwslezer, journalist en radiopresentator. Hij werkt(e) voor de NOS, BNR Nieuwsradio, Novum Nieuws en WNL.
Middel startte in 2002 met een opleiding journalistiek, maar maakte deze niet af. In 2006 werd hij geselecteerd voor de Klas van 24 van de Veronica Radioschool. Hierdoor kon hij in april 2007 doorstromen naar Kink FM waar hij van juni 2007 tot december 2008 een middagprogramma presenteerde.
Van 2007 tot en met 2011 werkte Middel als muzieksamensteller voor OOG, de stadszender van Groningen. Ook was hij werkzaam bij het studentenprogramma STUG van OOG, waarmee hij in 2011 de Lokale Omroep Award voor het beste tv-programma op een lokale zender in Nederland won, een prijs die jaarlijks wordt uitgereikt door de OLON.
Van juni 2012 tot juni 2014 ging hij aan de slag als presentator bij het radioprogramma Glasnost van OOG, waarmee hij in 2013 opnieuw een Lokale Omroep Award won, voor het beste radioprogramma op een lokale zender. Bij dit programma was hij ook actief als eindredacteur.
Sinds oktober 2011 presenteert Middel het programma Nu Al Wakker van WNL op Radio 1. In mei 2014 verhuisde hij van Groningen naar Amsterdam om te werken als nieuwslezer bij Novum Nieuws. Aan het einde van het jaar maakte hij de overstap naar BNR Nieuwsradio. Sinds 2018 werkt hij als radioredacteur bij NOS op 3 op NPO 3FM.